# Friedrich Kittler

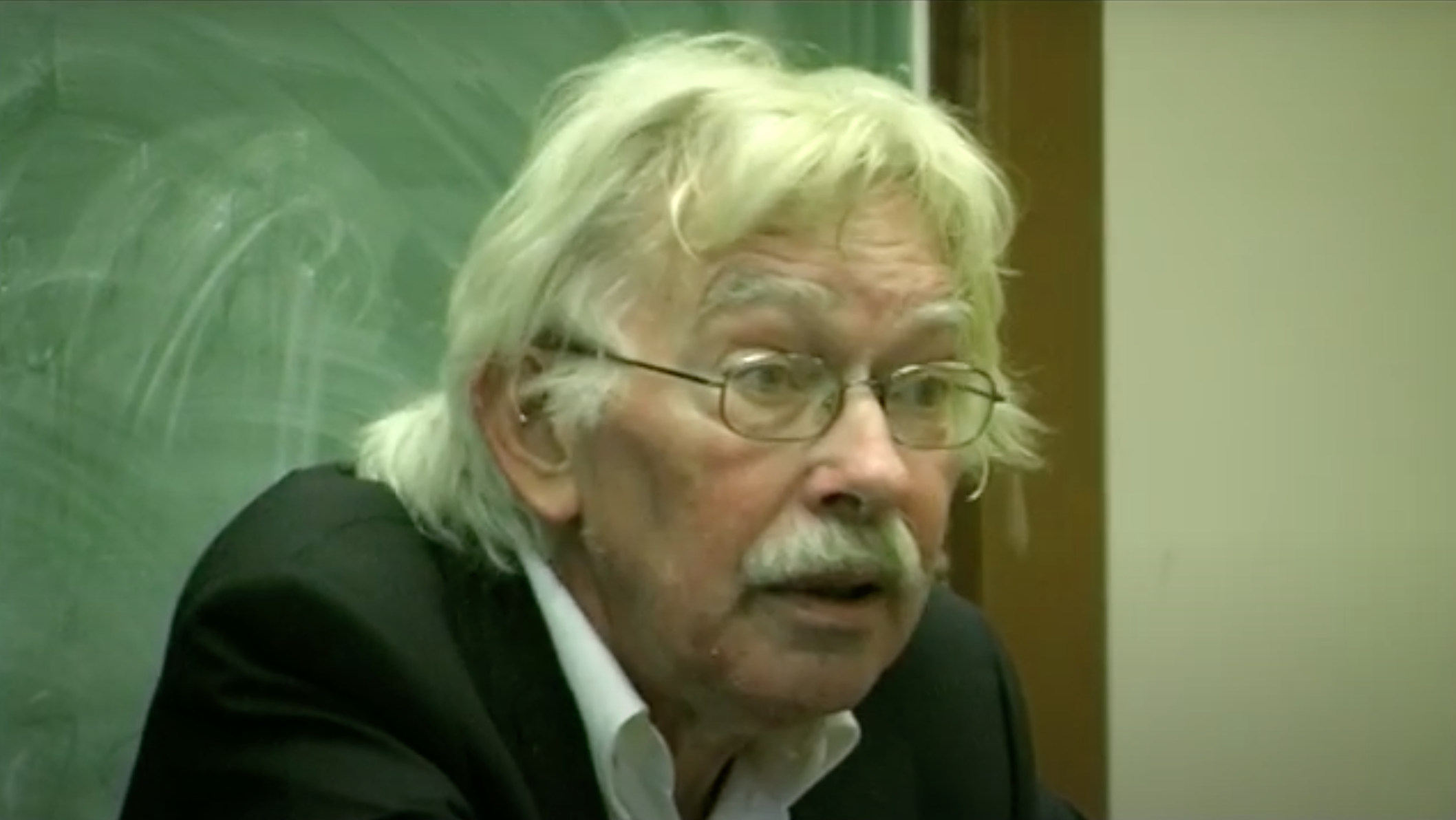
Kittler år 2009

Friedrich Adolf Kittler, född 12 juni 1943 i Rochlitz, död 18 oktober 2011 i Berlin, var en tysk litteraturvetare och medieteoretiker. 
Hans grundsyn var inspirerad av bland andra Michel Foucault, Jacques Lacan och Martin Heidegger. En av hans huvudteser är att medier är a priori, alltså att kunskap är betingad av de mediesystem och diskurser som dominerar olika tidsperioder. Kittler skiljer sig från andra medieteoretiker, som till exempel Marshall McLuhan, genom att tillskriva medierna en högre grad av autonomi. Kittlers mest kända verk är Nedskrivningssystem 1800/1900  som publicerades som habilitationsavhandling 1985, där grundade han begreppet nedskrivningssystem. I Kittlers medieteori förstås texten som starkt påverkad av olika mediesystem och bärare av information snarare än mening. Kittler är känd för att han utvecklade idéer om medier och makt.
Kittler lanserade termen Time Axis Manipulation (TAM) för att beteckna de manipulationer av en real tid – till skillnad från ingreppen i en alfabetisk symbolkedja – som möjliggjordes genom visuella teknologier och ljudteknologier som fonograf och bandspelare. Genom sådana tekniska operationer kunde nya erfarenheter och en mer sammansatt förståelse av tid, kropp, minne och röst framkallas, vilket också har gett upphov till nya estetiska grepp inom film, litteratur, musik och konst.